# Санта Клара (Тексас)
Санта Клара (енгл. Santa Clara) град је у америчкој савезној држави Тексас. По попису становништва из 2010. у њему је живело 725 становника.

## Демографија
Према попису становништва из 2010. у граду је живело 725 становника, што је 164 (18,4%) становника мање него 2000. године.
| Група             | 2000.       | 2010.       |
| Белци             | 732 (82,3%) | 568 (78,3%) |
| Афроамериканци    | 12 (1,3%)   | 7 (1,0%)    |
| Азијати           | 1 (0,1%)    | 2 (0,3%)    |
| Хиспаноамериканци | 117 (13,2%) | 136 (18,8%) |
| Укупно            | 889         | 725         |